# Premier Amour (émission de télévision)
Pour les articles homonymes, voir Premier Amour.
Premier Amour est une émission de télévision française de télé-réalité diffusée sur TF1 du 17 août 2010 au 29 décembre 2012.
La première saison a été diffusée du 17 août 2010 au 31 août 2010, la seconde a été diffusée du 30 juillet 2011 au 29 octobre 2011 et la troisième a été diffusée du 2 novembre 2012 au 28 décembre 2012.

## Diffusion
Télé réalité estivale de TF1, le programme est diffusé pour sa première saison en août 2010 en deuxième partie de soirée à raison de deux épisodes chaque mardi soir à partir de 22 h 30.
De retour à l'antenne à l'été 2011, Premier Amour occupe désormais la case du samedi après-midi avec un épisode chaque semaine à partir de 16 h 25, juste avant la quotidienne de Secret Story présentée en direct par Benjamin Castaldi.
La troisième saison est diffusée durant l'automne 2012 en troisième partie de soirée après Koh-Lanta et Qui veut épouser mon fils ?.

## Principe
Quatre célibataires retrouvent des hommes et des femmes qu'ils ont aimé ou remarqué d'antan et qu'ils n'ont jamais oublié dix, vingt, voire trente années après leurs séparations.
Ils vont se retrouver comme la toute première fois et essayer de se séduire mutuellement à nouveau tout en devant assumer les erreurs du passé afin de faire renaître l'amour et continuer leurs histoires là où elles s'étaient arrêtées.

## Déroulement des saisons

### Saison 1 (2010)
L'émission est diffusée lors de sa première saison en seconde partie de soirée tous les mardis à 22 h 30 du mardi 17 août 2010 au mardi 31 août 2010.

#### Célibataires
| Prénom    | Âge    | Ville               | Profession                                       | Caractéristiques |
| --------- | ------ | ------------------- | ------------------------------------------------ | --- |
| Sandra    | 43 ans | Nîmes               | Secrétaire dans une caserne de pompier.          | Mère de Félix, âgé de onze ans. Très proche de sa mère dans la vie, elle est à la recherche de l'homme idéal.           |
| Carole    | 44 ans | Clermont-Ferrand    | Maître nageur sauveteur.                         | Divorcée et mère de trois enfants. Elle souhaite rencontrer le prince charmant après quelques déceptions amoureuses.    |
| Sébastien | 37 ans | Banlieue parisienne | Poissonnier dans une grande surface alimentaire. | Père d'un garçon de six ans, Loïc. Il voudrait trouver une femme que le rendrait heureux et accepterait son enfant.     |
| Harry     | 44 ans | Paris               | Travaille dans l'immobilier et la décoration.    | Divorcé et père de trois enfants. Son souhait est de trouver une femme qu'il l'aimera avec ses qualités et ses défauts. |

#### Audimat
| Émission | Jour et horaire de diffusion   | Téléspectateurs | Parts de marché sur les 4 ans et plus | Référence |
| -------- | ------------------------------ | --------------- | ------------------------------------- | --------- |
| 1        | Mardi 17 août 2010 22:30-23:45 | 2 100 000       | 19 %                                  | [ 4 ]     |
| 2        | Mardi 17 août 2010 23:45-01:50 | 1 800 000       | 30 %                                  | [ 4 ]     |
| 3        | Mardi 24 août 2010 23:00-00:15 | 2 000 000       | 24 %                                  | [ 5 ]     |
| 4        | Mardi 24 août 2010 00:15-01:30 | 1 200 000       | 29 %                                  | [ 5 ]     |
| 5        | Mardi 31 août 2010 23:20-00:35 | 1 800 000       | 23 %                                  | [ 6 ]     |
| 6        | Mardi 31 août 2010 00:35-01:50 | 900 000         | 30 %                                  | [ 6 ]     |

Légende :
En fond vert = Les meilleurs chiffres d'audiences.
En fond rouge = Les chiffres d'audiences les moins bons.

### Saison 2 (2011)
La seconde saison est diffusée du 30 juillet 2011 au 17 septembre 2011. Elle n'est plus diffusée le mardi soir en seconde partie de soirée mais le samedi après-midi de 16 h 25 à 17 h 45. Cette saison sera ensuite rediffusée chaque samedi matin jusqu'à fin octobre 2011, puis chaque matin en semaine à partir du 28 mai 2012.

#### Célibataires
| N° | Prénom    | Âge    | Ville | Profession                          | Caractéristiques |
| -- | --------- | ------ | ----- | ----------------------------------- | --- |
| 1  | Sonia     | 38 ans |       | Masseuse-Reflexologue               | Ils se sont rencontrés en 1994. Ils ne se sont plus revus depuis quinze ans.                                                                  |
| 1  | Cyril     | 41 ans |       | Restaurateur                        | Ils se sont rencontrés en 1994. Ils ne se sont plus revus depuis quinze ans.                                                                  |
| 2  | Stéphanie | 23 ans |       | Coiffeuse-Esthéticienne             | Ils se sont rencontrés au collège. Il ne se sont plus revus depuis douze ans.                                                                 |
| 2  | Sébastien | 27 ans |       | Glacier                             | Ils se sont rencontrés au collège. Il ne se sont plus revus depuis douze ans.                                                                 |
| 3  | Morgane   | 29     |       | Guichetière à la Poste              | Ils se sont rencontrés en 1997. Il ne se sont plus revus depuis douze ans.                                                                    |
| 3  | Medhi     | 30 ans |       | Préparateur de commande chez Auchan | Ils se sont rencontrés en 1997. Il ne se sont plus revus depuis douze ans.                                                                    |
| 4  | Véronique | 44 ans |       | Serveuse.                           | Ils se sont rencontrés à l'âge de treize ans pour Véronique et de quatorze ans pour Frédéric. Il ne se sont plus revus depuis vingt-huit ans. |
| 4  | Frédéric  | 46 ans |       | Cuisinier                           | Ils se sont rencontrés à l'âge de treize ans pour Véronique et de quatorze ans pour Frédéric. Il ne se sont plus revus depuis vingt-huit ans. |

#### Audimat
| Émission | Jour et horaire de diffusion       | Téléspectateurs | Parts de marché sur les 4 ans et plus | Référence |
| -------- | ---------------------------------- | --------------- | ------------------------------------- | --------- |
| 1        | Samedi 30 juillet 2011 16:25-17:45 | 1 300 000       | 17,1 %                                | [ 8 ]     |

Légende :
En fond vert = Les meilleurs chiffres d'audiences.
En fond rouge = Les chiffres d'audiences les moins bons.

### Saison 3 (2012)
La troisième saison est diffusée chaque vendredi soir du 2 novembre 2012 au 28 décembre 2012 à 0 h 55.